# Tesla Model X
Tesla Model X je čistě elektrické luxusní SUV vyráběné automobilkou Tesla Motors. Je vybaveno tzv. falcon wing dveřmi pro přístup do druhé a třetí řady sedadel. Prototyp byl představen na akci „Tesla’s design studios“ v Los Angeles 9. února 2012. Model X má maximální oficiální dojezd podle cyklu EPA 414 kilometrů a ekvivalent kombinované spotřeby paliva/spotřeby energie pro model AWD P90D byl ohodnocen na 89 mpg-e (ekvivalent mil na galon).
Model X byl vyvinut na základě platformy pro sedan Model S; oba jsou vyráběny v Tesla Factory ve Fremontu v Kalifornii. První dodávky Modelu X začaly v září 2015. Celosvětové prodeje dosáhly počtu 10 000 kusů v srpnu 2016 z čehož většina bylo dodaných ve Spojených státech. Do září 2016 bylo celosvětově dodáno více než 16 000 těchto vozů.

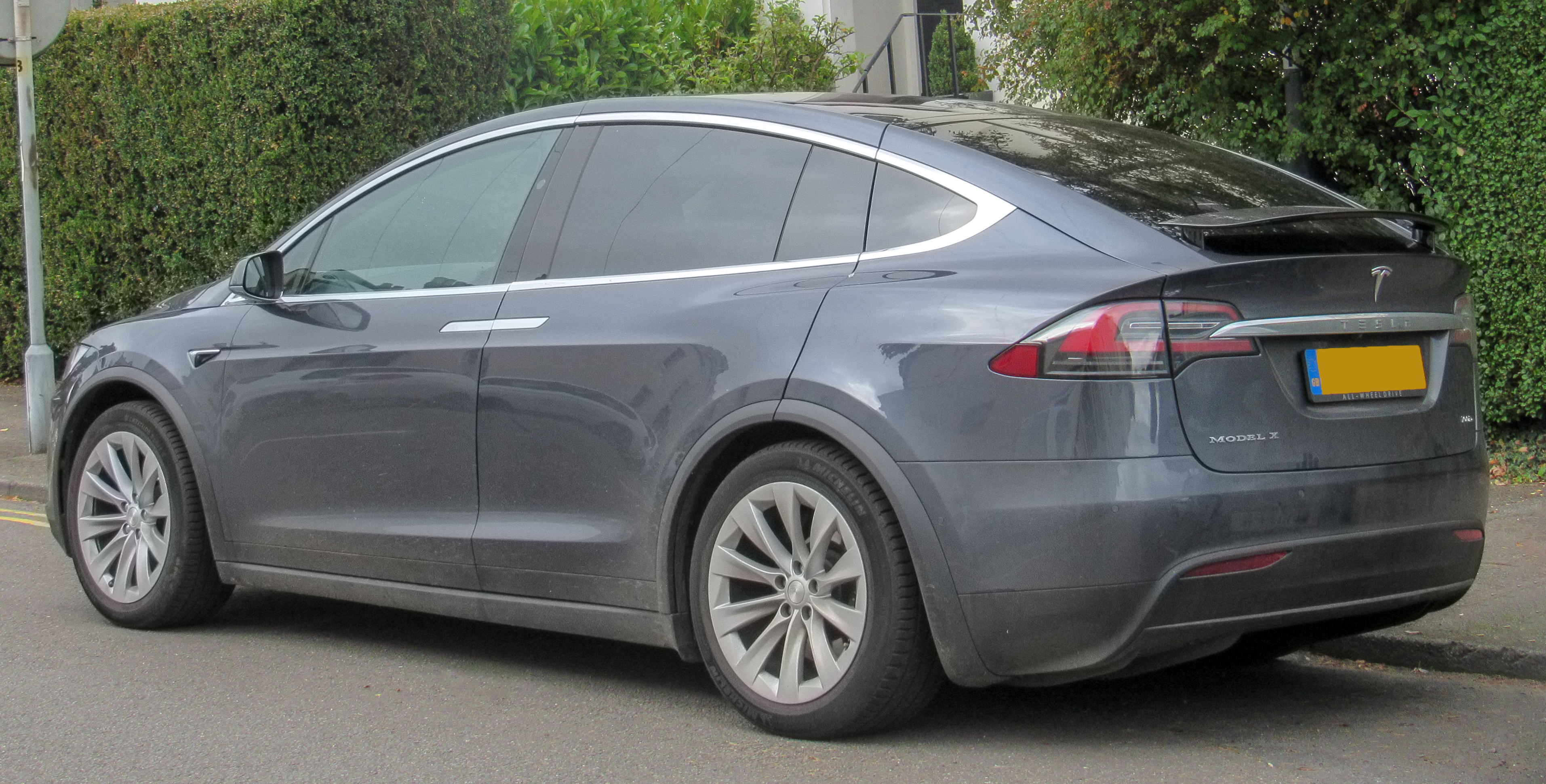
Tesla Model X (2016)

## Historie
Původně Tesla plánovala první dodávky Modelu X na začátek roku 2014. Nicméně v únoru 2013 společnost oznámila, že dodávky budou odloženy na konec roku 2014 za účelem dosažení jejího cíle produkce 20 000 Modelů S během roku 2013. V listopadu 2013 Tesla oznámila, že očekává vysoký objem výroby Modelu X až ve druhém čtvrtletí roku 2015. V listopadu 2014 však Tesla oznámila další odložení s tím, že dodávky Modelu X začnou ve třetím čtvrtletí roku 2015. Dodávky nakonec začaly 29. září 2015. Mezi důvody pro zpoždění patřily problémy s dveřmi falcon-wing a s chlazením motorů při tahání přívěsů.

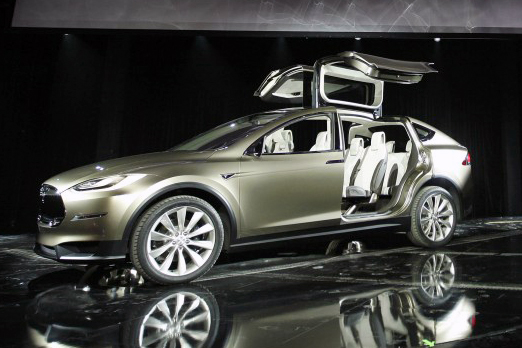
Koncept vozu Tesla Model X v roce 2012 na autosalonu v Ženevě

V roce 2016 podala společnost žalobu proti firmě Hoerbiger kvůli neuspokojivé kvalitě dveří falcon-wing pro Model X. Tesla tvrdila, že dveře trpěly úniky oleje a přehříváním. Mnozí věří, že to byl hlavní z důvodů pro zdržení Modelu X. Žaloba byla urovnána v září 2016.
29. července 2015 Tesla oznámila tzv. „ referral program“ (program doporučení) platný do 31. října 2015, podle něhož může každý stávající majitel Modelu S, který získá 10 nových kupujících, koupit Model X „Founder Series“ za cenu základního modelu. První osoba v každém ze tří regionů – v Americe (severní i jižní), Evropě a Asii-Pacifiku – dostane po dosažení 10 doporučení tento model zdarma.
13. července 2016 Tesla představila Model X 60D, který začíná na ceně 74 000 $ před dotacemi. Pro srovnání začínala původně cena Model X na 80 000 $. Model X 60D má dojezd 200 mil, umí zrychlit z nuly na 100 km/h za šest sekund a dosáhnout nejvyšší rychlosti 209 km/h. Kapacitu baterie v tomto modelu lze softwarovými prostředky zvýšit na 75 kWh.
Tesla plánuje použít platformu Modelu X pro Tesla Minibus.
V srpnu 2016 Tesla představila variantu P100D s „ludicrous mode“ (v překladu směšný, hravý). Tento nový nejlepší Model X P100D má 100 kWh baterii, zrychlení 0–100 km/h za 2,9 sekundy a dojezd více než 450 km. V říjnu 2016 Tesla ukončila výrobu verz 60D a zároveň zavedla „Smart Air Suspension“ (chytré vzduchové odpružení) jako standard místo vinutých pružin, přičemž zvýšila základní cenu na 85 000 $.

## Design
Verze vozidla pro sériovou výrobu byla představena 29. září 2015 a má panoramatické čelní sklo. Podle ředitele Tesly Elona Muska, je to nejbezpečnější SUV z hlediska čelního a bočního nárazu, přičemž je více než dvakrát bezpečnější než další nejbližší SUV v testech převrácení. Model X obsahuje Autopilot Tesla, standardně s radarem na bázi AEB a stranovým protisrážkovým systémem na bázi ultrazvuku, který má předcházet bočním kolizím. Tesla vyvinula ultrazvukové snímače, které fungují i skrz kov. Před tím mnoho světových výrobců ultrazvukových snímačů tvrdilo, že to není možné. O reálnosti funkčnosti takové aplikace komunikovali zástupci Tesly s firmou APRI v Rožnově pod Radhoštěm. Tyto senzory umožňují, že dveře falcon wing nenarážejí do okolních objektů při otevírání nebo zavírání. Musk tvrdí, že toto auto má první skutečný HEPA filtr, který umožňuje čistotu vzduchu srovnatelnou s požadavky na operační sál v nemocnicích. Tesla tvrdí, že pokud má auto aktivovanou maximální schopnost ochrany (aktivace tlačítkem „Bioweapon Defense Mode“ – režim obrany proti biologickým zbraním), tak v kabině nemohou být detekovány žádné viry, bakterie ani spóry.
Model X má dveře falcon wing s dvojitým závěsem, takže při otvírání se hrana dveří pohybuje blízko vnějšího obrysu vozidla – na rozdíl od tradičních křídlových dveří (gull-wing). Tesla tvrdí, že falcon dveře umožňují jednodušší přístup do vozidla. Model X nabízí prostor pro sedm dospělých a jejich zavazadla ve třech řadách sedadel s předním a zadním kufrem.

## Specifikace

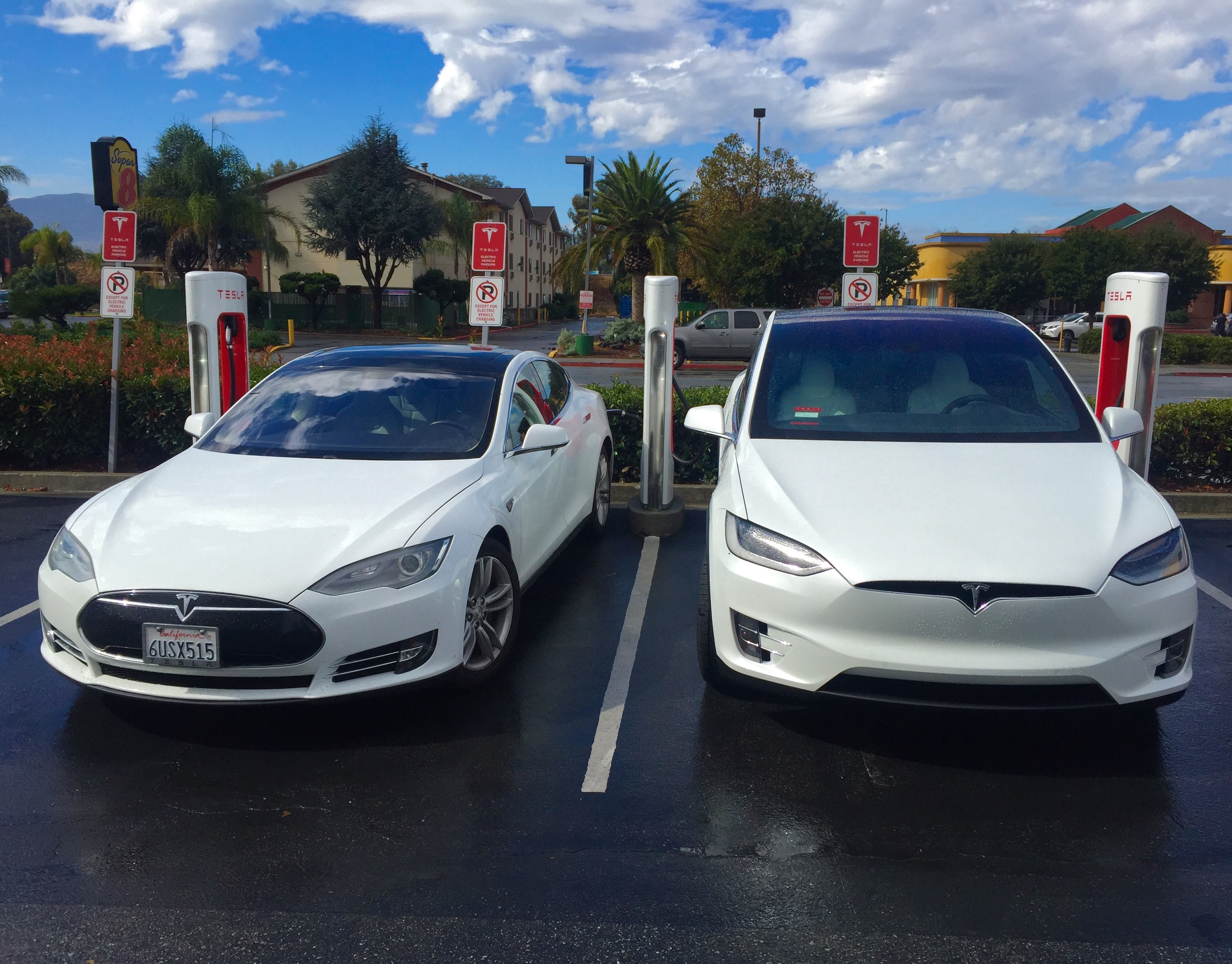
Tesla Model S (vlevo) a Model X (vpravo) sdílejí stejnou platformu a 30% dílů

Model X váží zhruba o 8% více než Model S a používá 30% shodných dílů, oproti očekávaným 60% když začal vývoj. U Modelu X je v současnosti standardně na výběr ze tří lithium-ionových baterií, s kapacitou 75, 90 nebo 100 kWh – téměř stejné možnosti jako u Modelu S (kde je v nabídce stále i 60 kWh varianta).  Nejvýkonnější verze Modelu X –  P100D zrychlí z 0 na 100 km/h za 2,9 sekundy a 400 m pod 11,6 sekund, čímž překonává nejrychlejší SUV i některé sportovní vozy. Model X k pohonu všech kol používá dva motory (jeden pro přední a druhý pro zadní nápravu), na rozdíl od konvenčních AWD systémů, které mají jeden (spalovací) motor. Dle oficiálního EPA hodnocení má Tesla Model X 90D dojezd 413 km, což podle valuewalk.com přibližně odpovídá 500 km dle specifikace Evropského testovacího cyklu NEDC. Nejvýkonnější P100D se  zatím prodává pouze s odhadovaným dojezdem 465 km dle EPA.

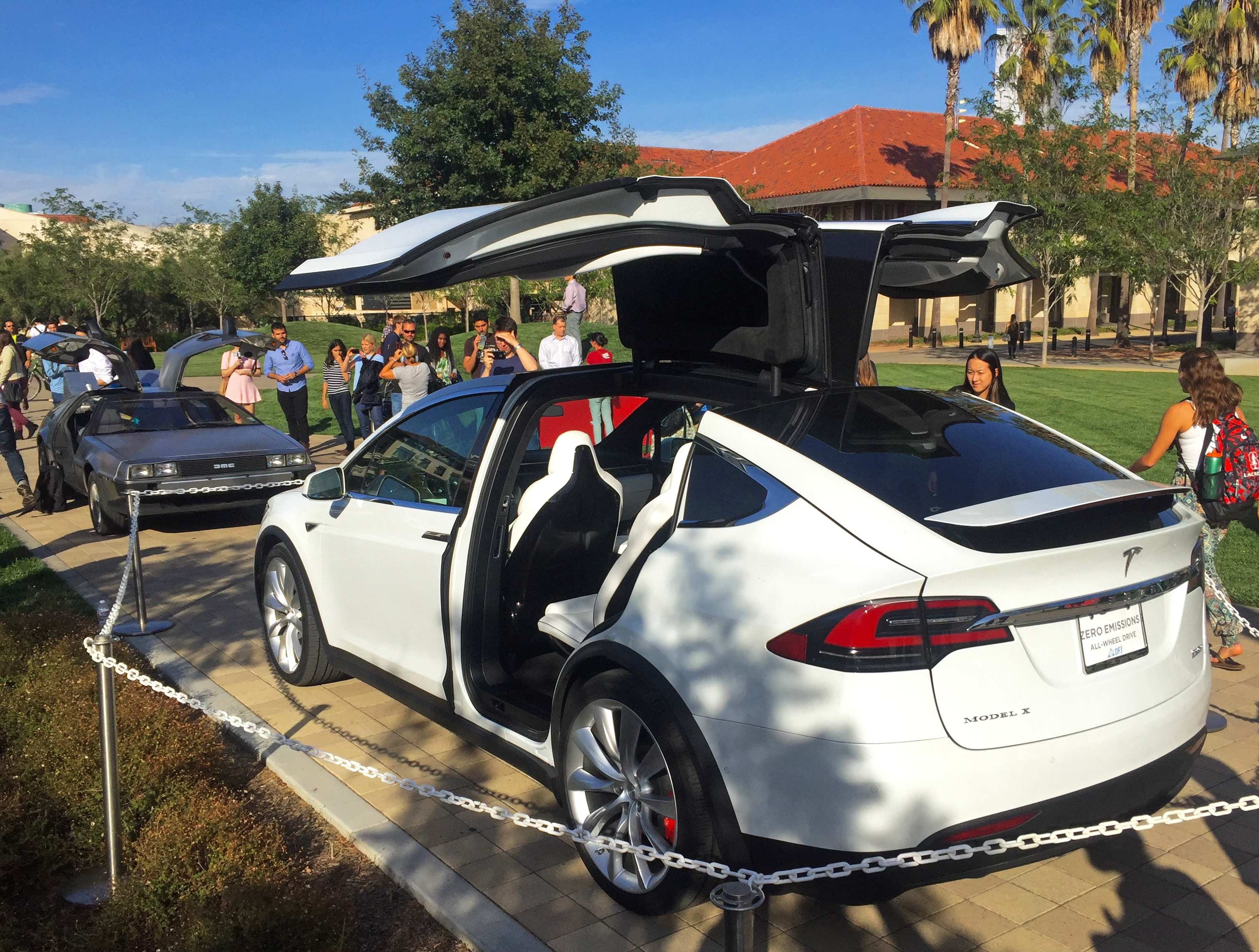
Model X a jeho zadní dveře Falcon wing

Tesla zprvu plánovala i variantu pouze s pohonem zadních kol, ale vzhledem k malému zájmu o tuto variantu se společnost nakonec rozhodla pro pohon všech kol jako standard Modelu X. Standardní Model X je vybaven motory s maximálním výkonem 193 kW na obou nápravách, ale nejvýkonnější varianta Performance má 193 kW vpředu a 375 kW vzadu. S volitelným tažným zařízením může Model X táhnout přípojné vozidlo až do hmotnosti 2300 kg. Při tažení vozíku o hmotnosti 1043 kg, v Kalifornii maximální povolenou rychlostí 88 km/h,, se normovaný dojezd sníží zhruba o 30 %.

### Spotřeba energie
Následující tabulka ukazuje oficiální hodnocení pro spotřebu paliva dle EPA v ekvivalentu mil na galon benzínu (MPGe) a odhad nákladů na palivo pro varianty Modelu X hodnocených 30. září 2015 jak je uvedeno na štítku „Monroney“. 
| Model             | Model rok | Palivová účinnost (MPGe)              | Palivová účinnost (MPGe)              | Palivová účinnost (MPGe)              | Náklady na ujetí 25 mil (40 km) | Roční náklady na palivo (15,000 mi nebo 24.000 km) |
| Model             | Model rok | kombinovaná                           | město                                 | dálnice                               | Náklady na ujetí 25 mil (40 km) | Roční náklady na palivo (15,000 mi nebo 24.000 km) |
| ----------------- | --------- | ------------------------------------- | ------------------------------------- | ------------------------------------- | ------------------------------- | -------------------------------------------------- |
| AWD 90D (90 kWh)  | 2016      | 92; 34 kWh/100 mi, nebo 21 kWh/100 km | 90; 37 kWh/100 mi, nebo 23 kWh/100 km | 94; 32 kWh/100 mi, nebo 20 kWh/100 km | US$1.11                         | US$650                                             |
| AWD P90D (90 kWh) | 2016      | 89; 38 kWh/100 mi, nebo 24 kWh/100 km | 89; 38 kWh/100 mi, nebo 24 kWh/100 km | 90; 38 kWh/100 mi, nebo 24 kWh/100 km | US$1.14                         | US$700                                             |
| 1.                |           |                                       |                                       |                                       |                                 |                                                    |

## Výroba a prodej

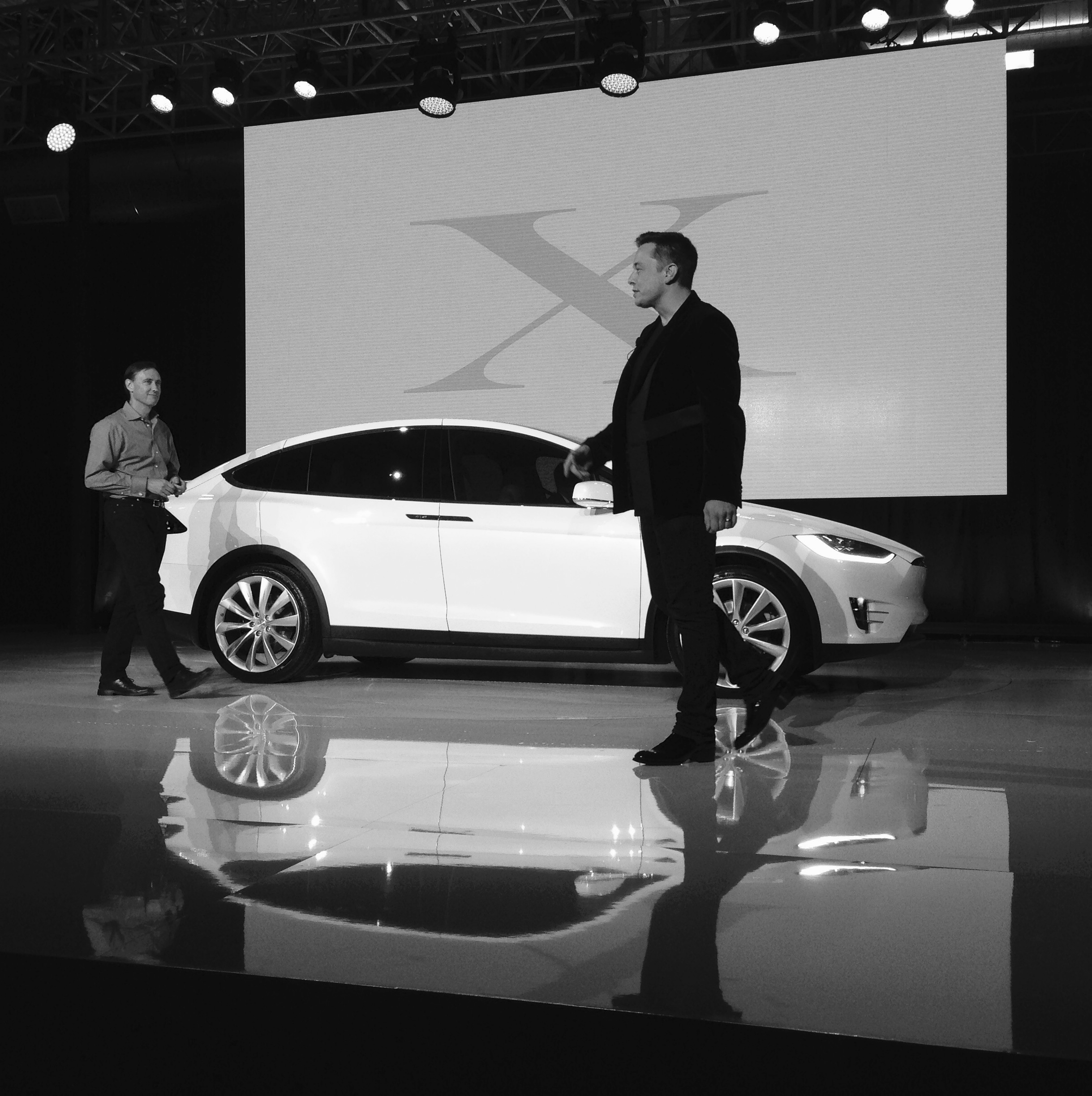
Elon Musk předává jeden z prvních šesti vozů řady Model X Fouder Series členovi představenstva Tesla Steve Jurvetsonovi

Tesla začala přijímat rezervace na Model X v únoru 2012 aniž by oznámila cenu. Pro standardní Model X je potřebná záloha US$ 5,000 a pro variantu „Signature“ (již není v nabídce) byla potřeba záloha 40 000 $ od roku 2013. Do září 2014 bylo rezervováno více než 20 000 Modelů X. V srpnu 2015 kolovaly mezi fanoušky odhady předobjednávek 30 000 pro Model X a 12 000 pro Model S.
Prvních šest „Founder Series“ byly dodány během oficiálního ceremoniálu v továrně Fremont 29. září 2015. první Signature Edition byla doručena 18. prosince 2015. Ceny za limitovanou Signature edici Modelu X se pohybovaly mezi 132 000 $ a 144 000 $. Standardní výrobní verze Modelu X měla být za cenu asi o 5000 dolarů vyšší než srovnatelně vybavený AWD Model S – ten se tehdy prodával za 75 000 $ za základní Model 70D.
V prvním čtvrtletí roku 2016 se všechny Tesla Model X dodaly na severoamerický trh. Nicméně, v lednu 2016 bylo „Tesla auto jiné než Model S“, registrováno v Německu a konkrétně Tesla Model X byl spatřen s poznávací značkou z Ingolstadtu. Vzhledem k tomu, že v Ingolstadtu sídlí Audi, vedlo to ke spekulacím, že Audi získala Tesla Model X jako součást svého úsilí při rozvoji vlastního elektrického SUV.
Tesla vyrobila 507 kusů Modelu X se ve čtvrtém čtvrtletí roku 2015, z nichž 206 bylo dodáno zákazníkům. Tržby Modelu X činily více než 2400 kusů během prvního čtvrtletí roku 2016. Podle Tesla Motors, byly dodávky nižší, než se očekávalo, protože výroba byla ovlivněna vážným nedostatkem dílů od subdodavatelů v prvních dvou měsících roku 2016. Také byla údajně Tesla příliš ambiciózní a chtěla pokročilé funkce. První Model X, který nepotřeboval opravy byl vyroben v dubnu 2016.
Prodeje během druhého čtvrtletí roku 2016 činily 4 638 kusů. Protože byla produkce až o 20 % vyšší oproti předchozímu čtvrtletí, byl počet vozidel „v tranzitu“ na konci června 2016 mnohem vyšší, než se očekávalo (5,150 včetně Modelu S), což znamenalo 35,8% z celkového počtu vozů dodaných v prvním čtvrtletí (14,402 vozidel, včetně Modelu S). Celosvětové tržby dosáhly 10 000 kusů v srpnu 2016. Bylo dodáno 8 774 kusů ve třetím čtvrtletí roku 2016 a celkově se prodalo 15 812 kusů Modelu X během prvních devíti měsíců roku 2016. V září 2016 (rok po záhájení) dosáhly prodeje 16 024 kusů. Spojené státy byly hlavním trhem se 13 536 kusů dodaných do října 2016.
Model X byl nejprodávanějším plug-in elektromobilem v Norsku, v září 2016. Nicméně registrace vozidel Volkswagen Golf byly rozčleněny podle jednotlivých variant pohonu – čistě elektrického e-Golfu bylo registrováno 392 kusů, Golf GTE plug-in hybridů 358, a čistě spalovací Golf jen 242 jednotek. Proto se Model X také umístil jako nové auto s nejvyššími prodeji v září 2016. Norsko bylo první zemí na světě mající prodeje čistě elektrických vozidel opakovaně vyšší než prodeje spalovacích vozů v daném měsíci. Dříve byl čtyři měsíce nejprodávanějším novým autem Tesla Model S a Nissan Leaf dvakrát.

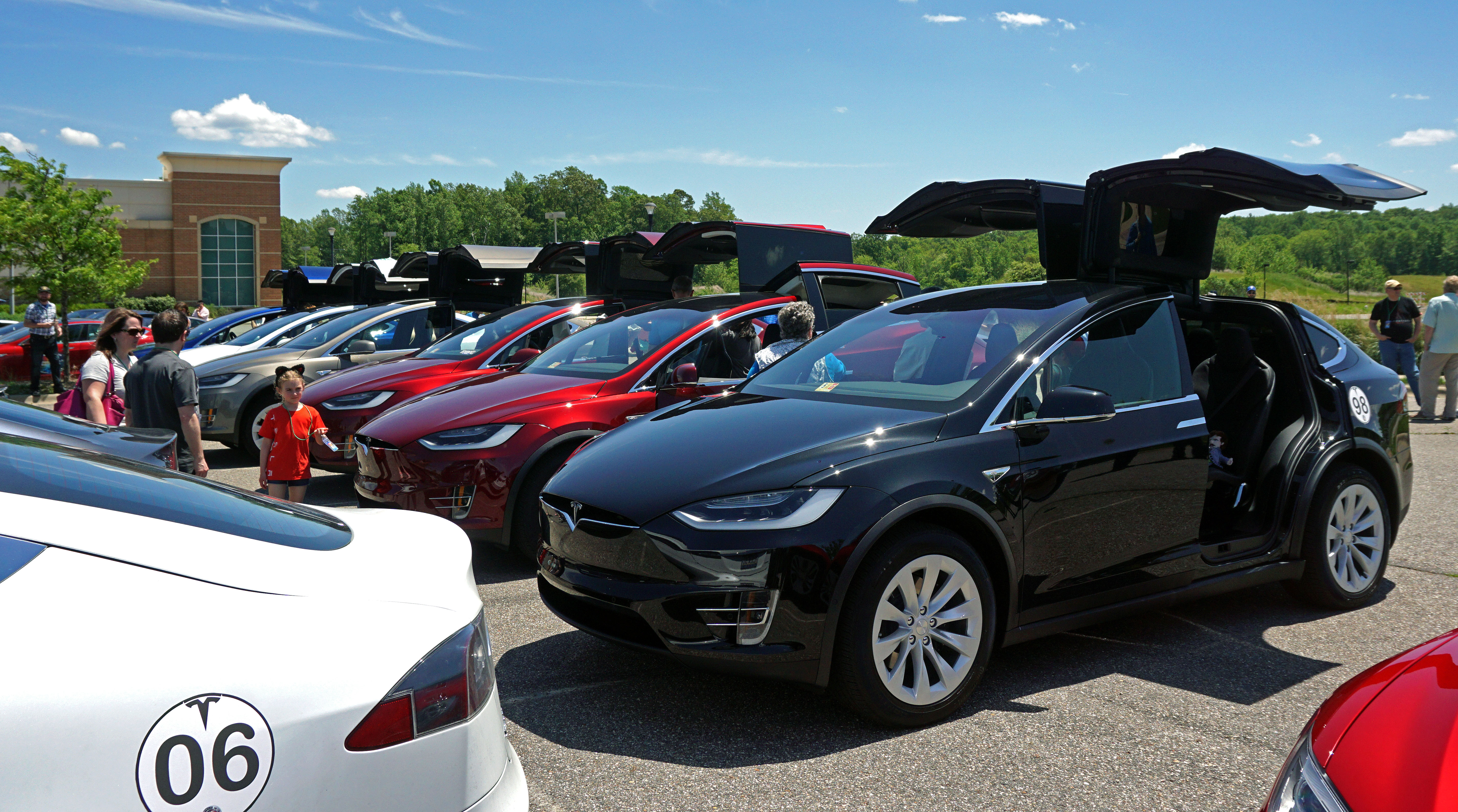
Několik Tesla Model X v USA

Podle Tesly se 5 428 kusy prodanými ve třetím čtvrtletí roku 2016 Model X činil 6% podílu trhu v segmentu luxusních SUV, překonávající Porsche a Land Rover, ale za sedmi modely SUV, které vyrábí Mercedes, BMW, Cadillac, Volvo, Audi a Lexus. Prodeje během prvních tří čtvrtletí roku 2016, které se odhadují na 12 328 kusů Modelu X jež byly dodány v USA, činí toto elektrické SUV třetí nejprodávanější plug-in na Americkém trhu po vozech Tesla Model S a Chevrolet Volt.

## Známé problémy
11. dubna 2016 Tesla dobrovolně svolala 2 700 kusů Modelu X kvůli bezpečnosti. Během kolizních testů, bylo zjištěno, že třetí řada sedadel se může odjistit a složit do druhé řady. Tesla vyzvala zákazníky, aby do opravy nepoužívali třetí řadu sedadel.
Falcon-wing dveře se někdy nemusí otevřít nebo se nedovřou při zavření a občas nelze zcela otevřít nebo zavřít okna. Tesla vyřešila tyto otázky po několika aktualizacích a nejsou žádné známé problémy po aktualizaci firmware na verzi 8.0.
27. června 2016 se urovnala žaloba o obavách na použitelnost a to tak, že Tesla potvrdila, že výroba Modelu X byla zahájena předčasně – tedy před tím než byla opravdu připravena pro tzv. „prime-time“. Do října 2016 byly problémy sníženy o 92 %.

## Galerie

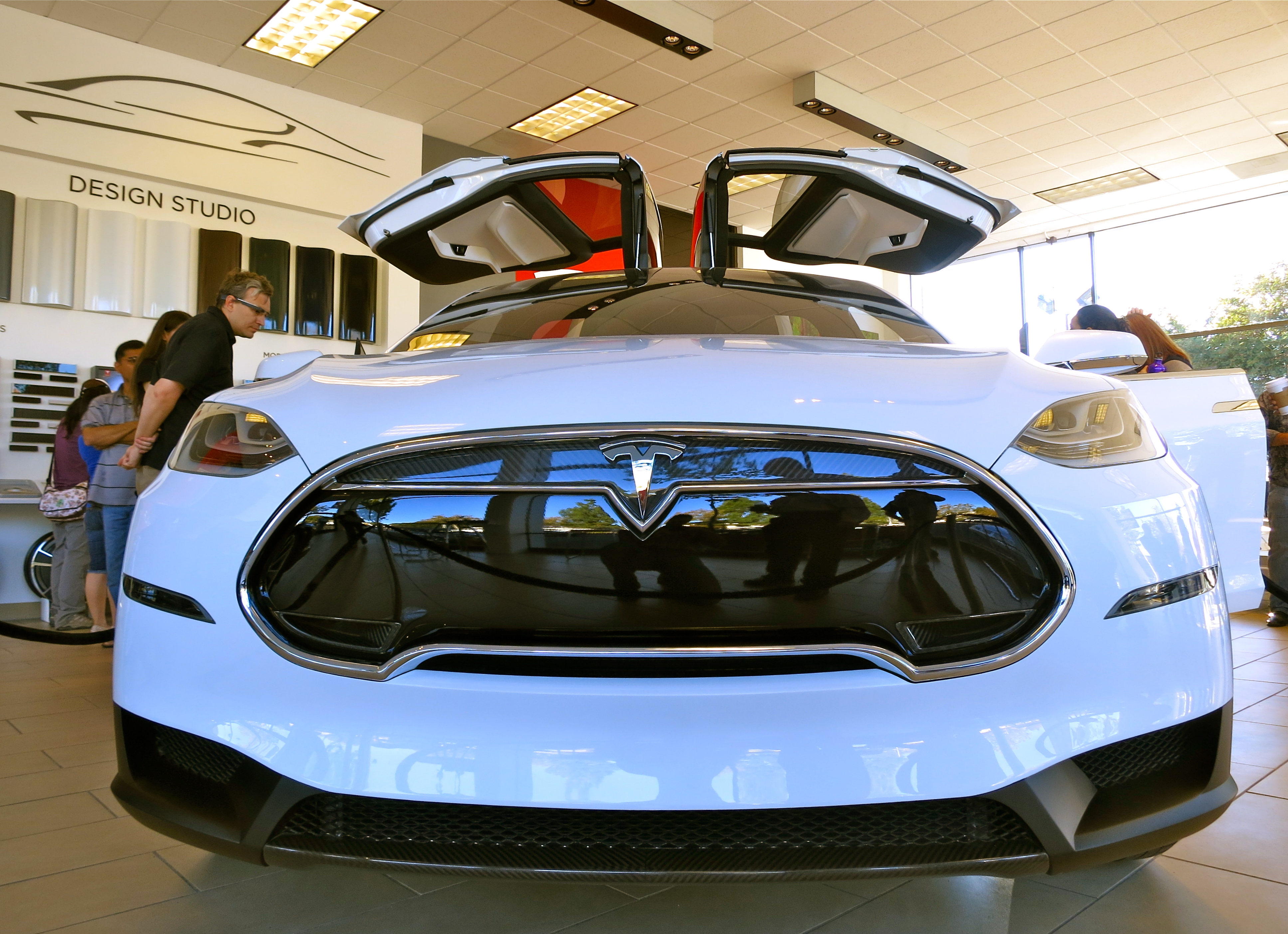
Přední pohled na prototyp Tesla Model X Design Prototype vystavený během otevírání obchodu Tesla Motors v Palo Alto.
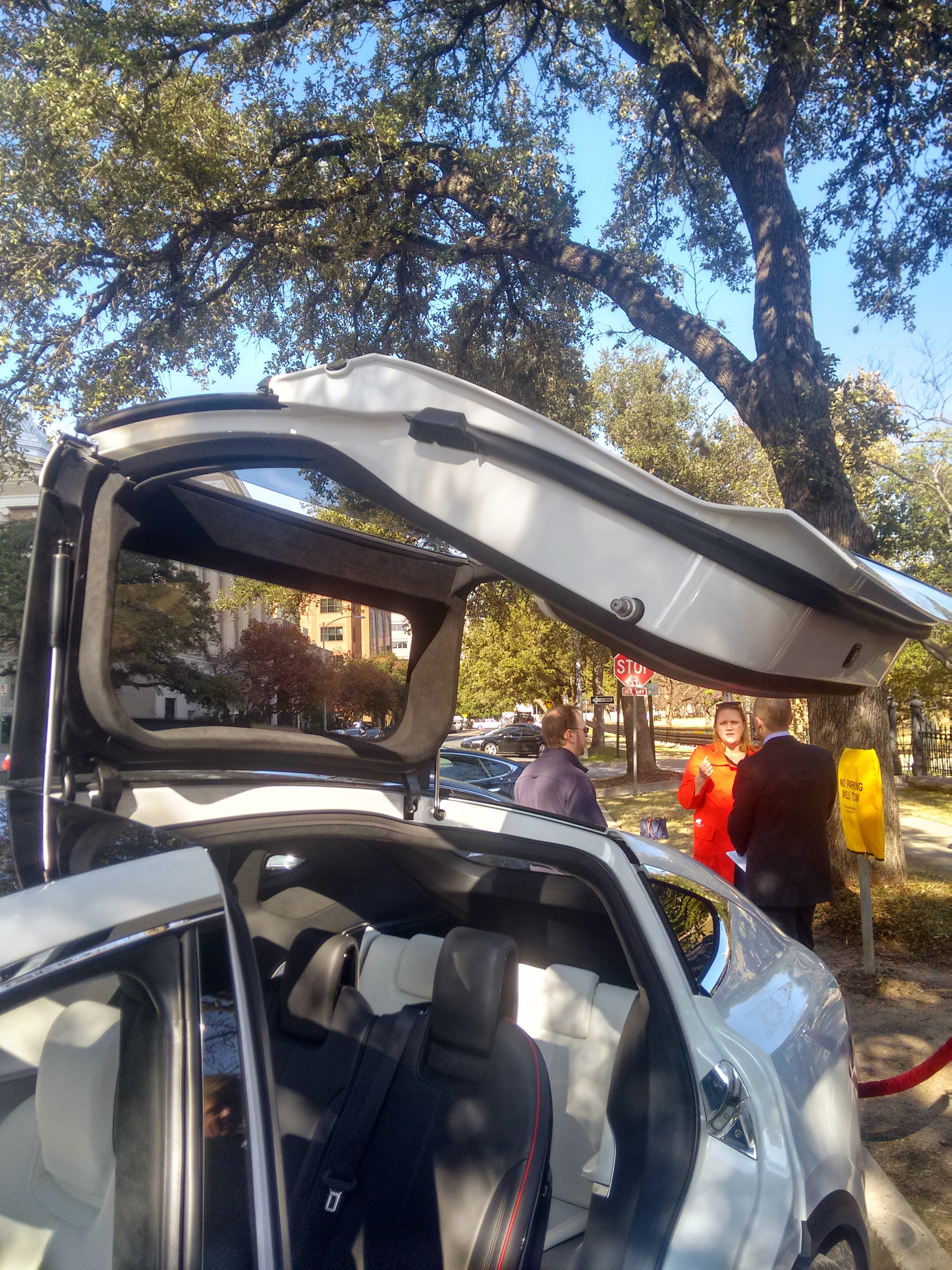
Zadní otevřené dveře falcon-wing.
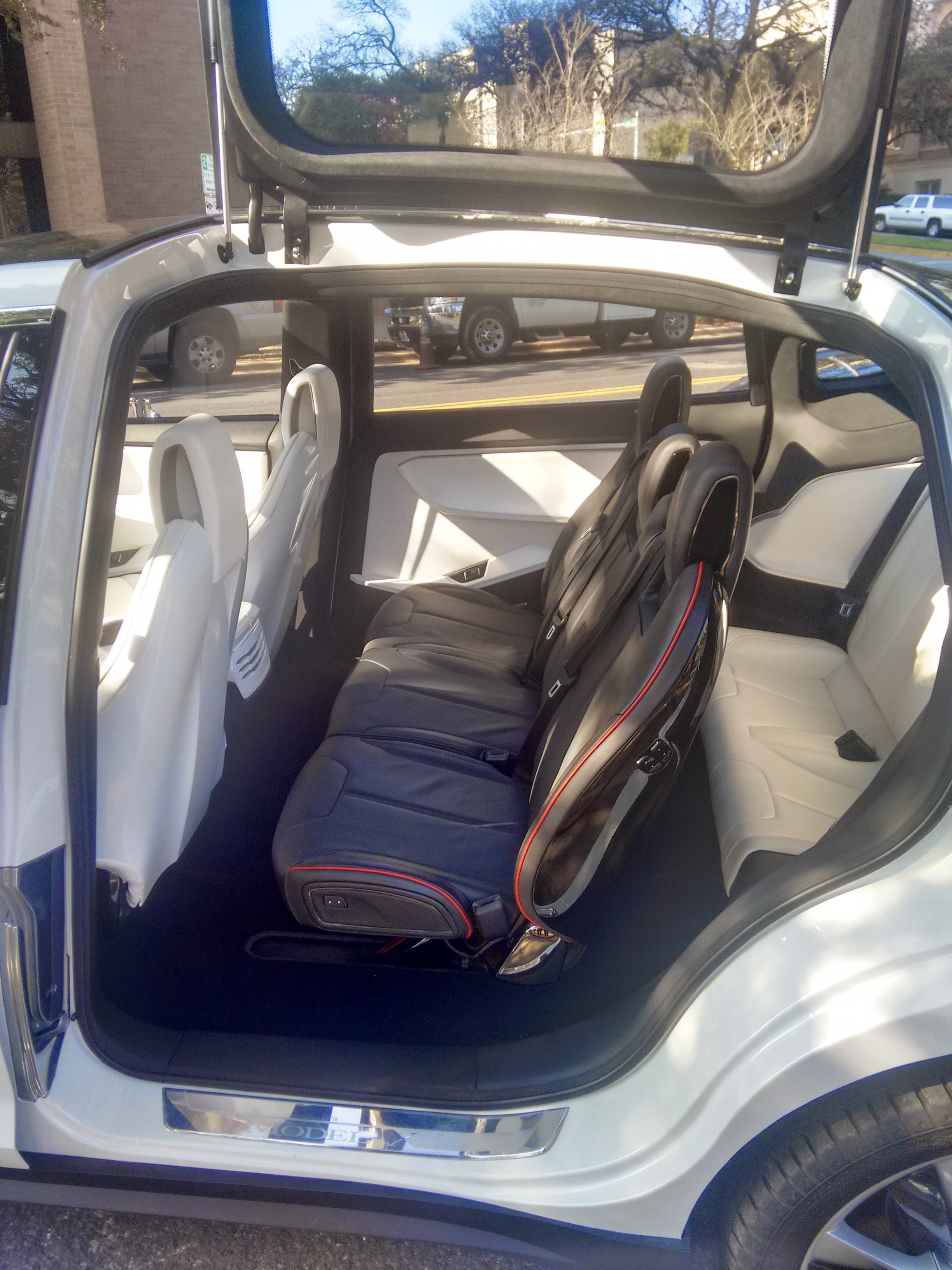
Zadní sedačky prototypu.
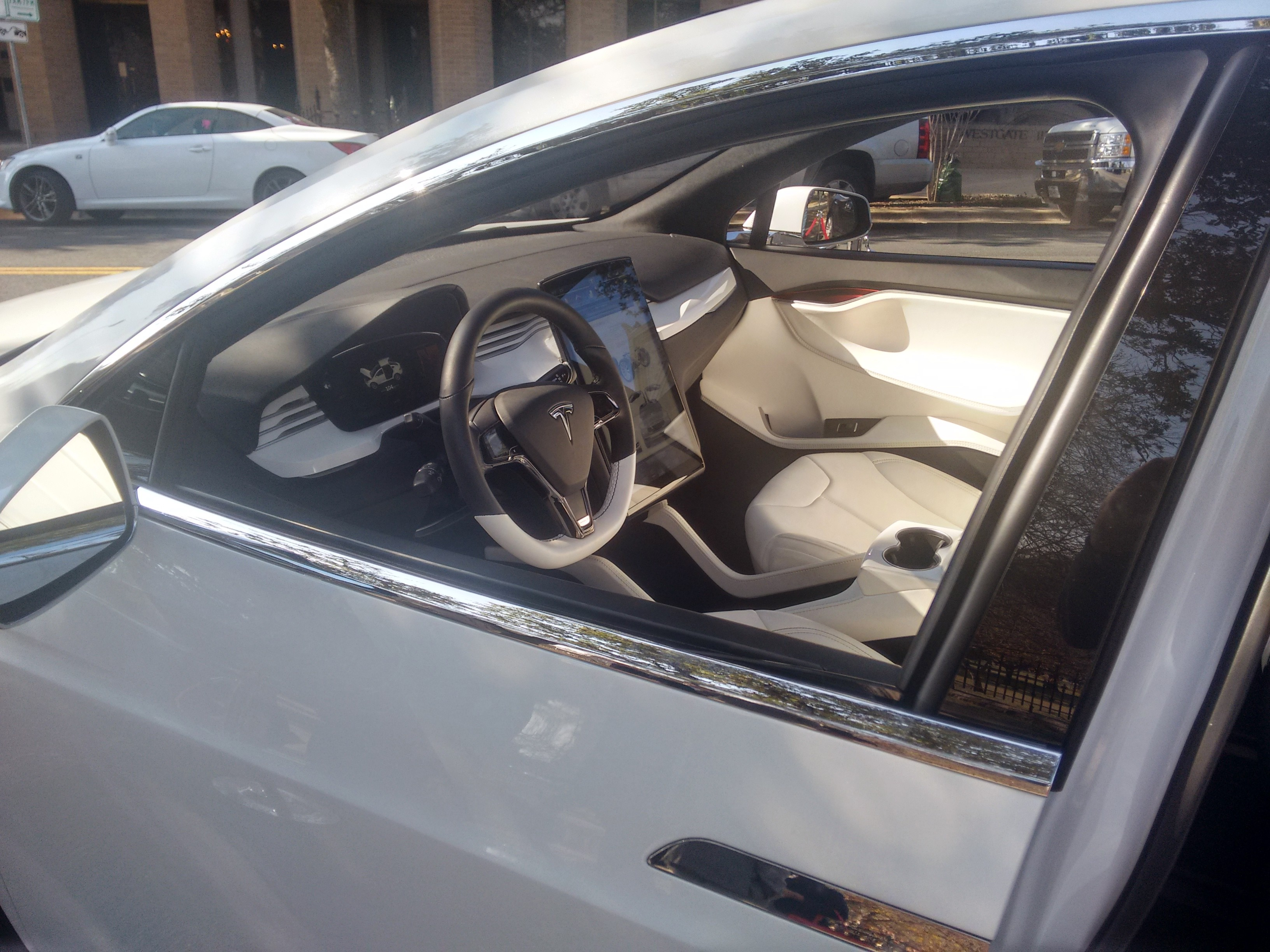
Volant a 17" (43 cm) multi-dotykový panel.
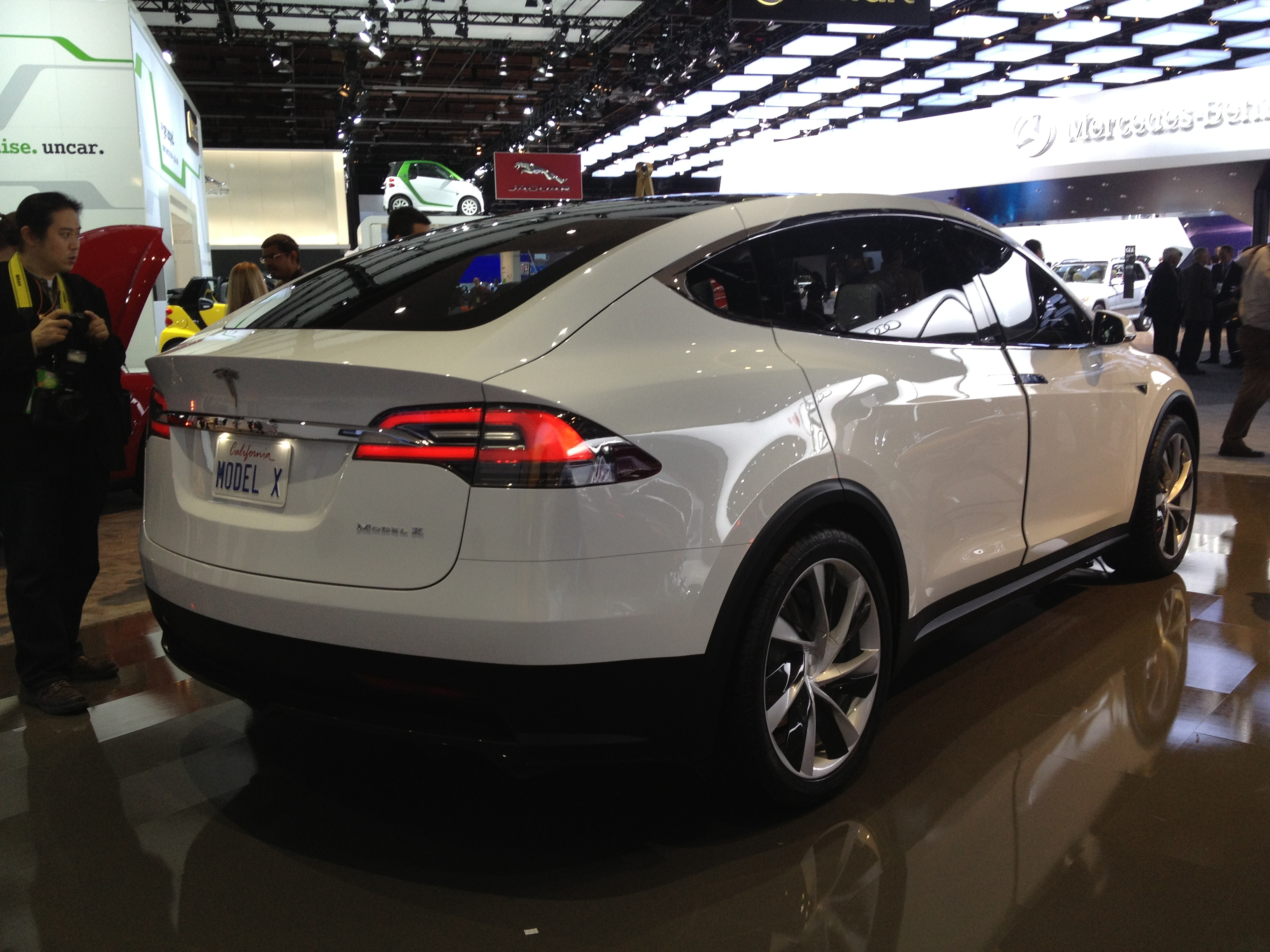
Tesla Model X při pohledu zezadu na Severoamerické mezinárodní výstavě
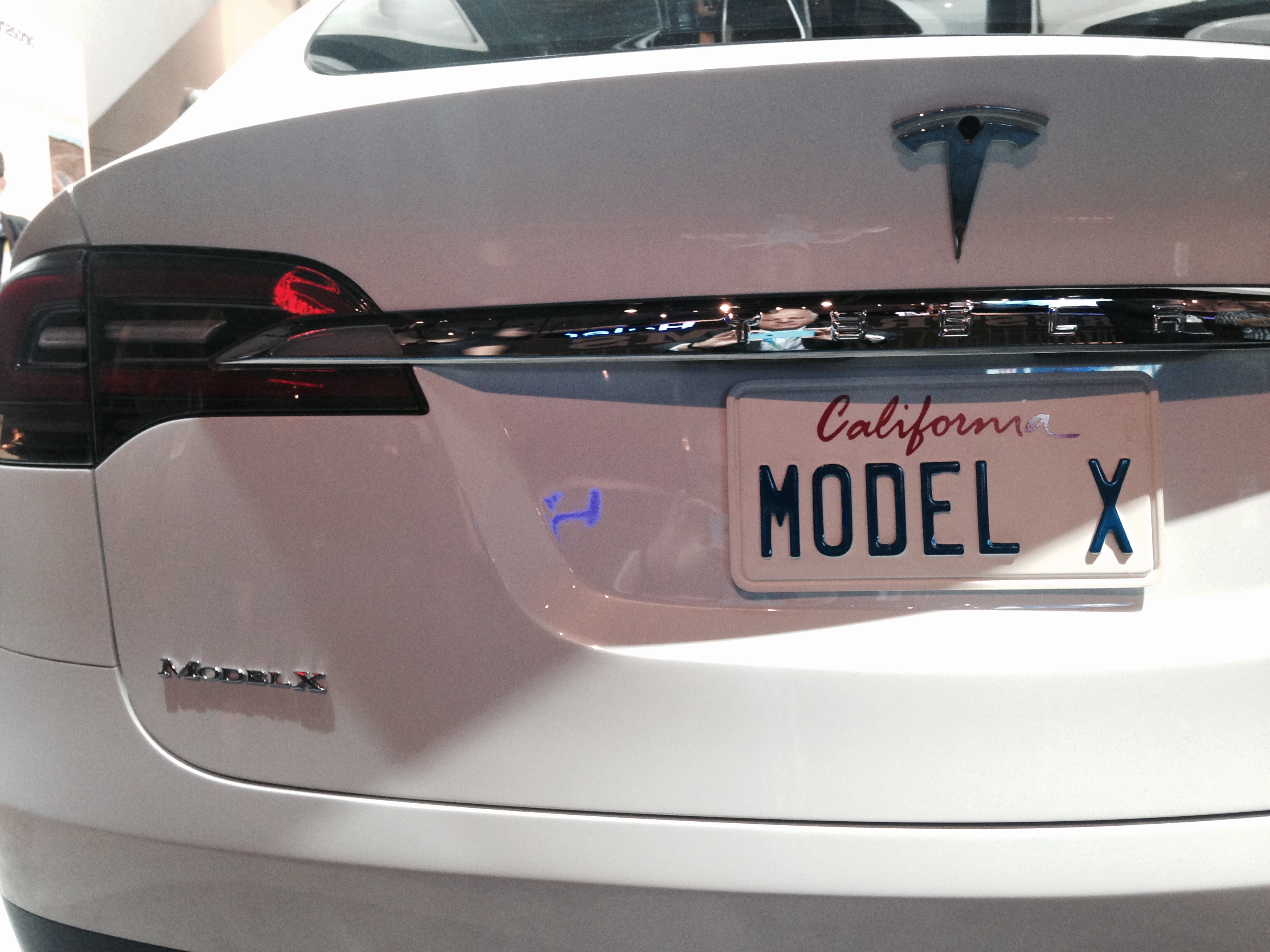
Tesla Model X při pohledu zezadu na „Consumer Electronics Show 2015“
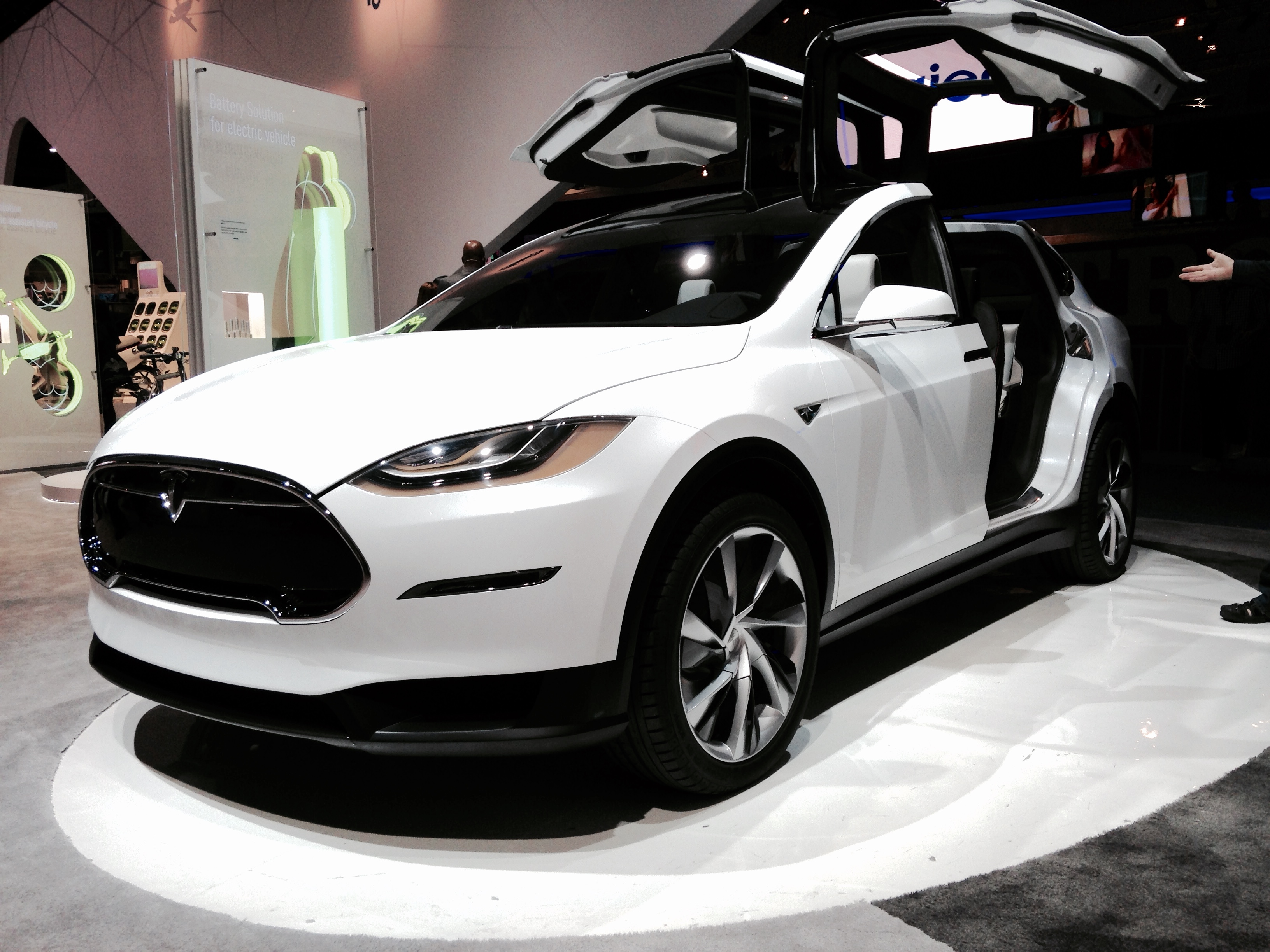
Prototyp Modelu X na CES 2015
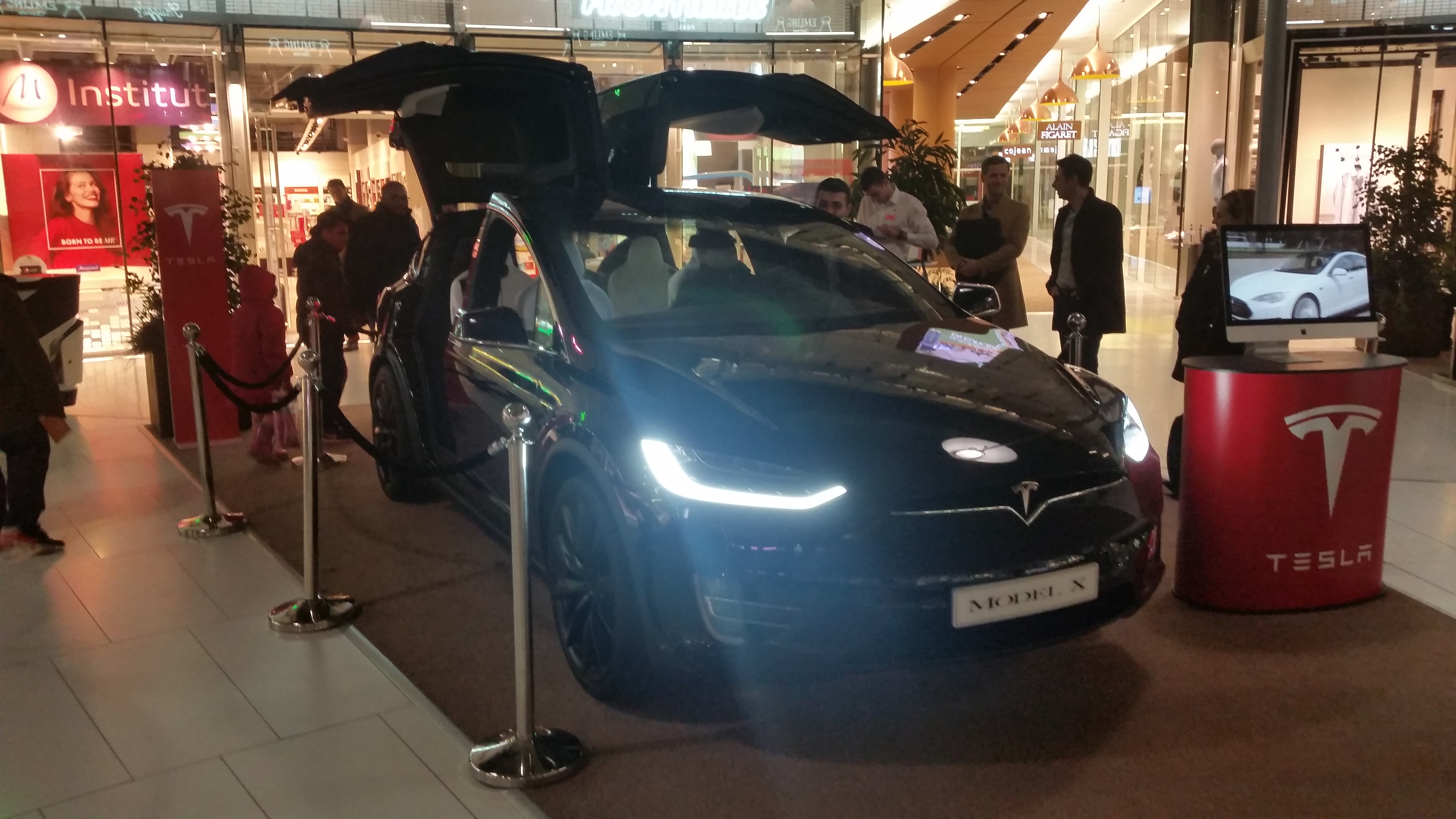
Tesla Model X v CNIT na „la Défense for public presentation“ 3. listopad 2016

## Ocenění
Dne 8. listopadu 2016 byl Model X oceněn Zlatým Volantem (Das Goldene Lenkrad), jednou z nejprestižnějších automobilových ocenění na světě, v kategorii velkých SUV. Kandidáti na tuto cenu jsou nominováni stovkami tisíc lidí v celé Evropě za vynikající výsledky v šesti kategoriích. Porota Zlatého Volantu, složená z profesionálních řidičů závodních vozů, úspěšných techniků, redaktorů, návrhářů, experty na digitální připojení a dalších odborníků pak strávila tři dny a hodnotili Model X.